# Saint-Laurent-de-la-Salanque
Saint-Laurent-de-la-Salanque (katalanisch Sant Llorenç de la Salanca) ist eine französische Gemeinde mit 9941 Einwohnern (Stand 1. Januar 2022) im Département Pyrénées-Orientales in der Region Okzitanien.

## Lage
Saint-Laurent-de-la-Salanque liegt nur etwa fünf Kilometer vom Mittelmeer (Le Barcarès) entfernt und nur etwa zwei Kilometer südlich des Étang de Leucate. Die Entfernung nach Perpignan beträgt etwa 15 Kilometer (Fahrtstrecke) in südwestlicher Richtung.

## Bevölkerungsentwicklung
| Jahr      | 1968 | 1975 | 1982 | 1990 | 1999 | 2006 | 2017   |
| Einwohner | 3649 | 3971 | 4523 | 7186 | 7932 | 8440 | 10.246 |

Bei der ersten Volkszählung im Jahr 1793 hatte der Ort über 1600 Einwohner. Im 19. Jahrhundert stieg die Einwohnerzahl auf über 5000 an. Unmittelbar nach dem Zweiten Weltkrieg zählte der Ort nur noch knapp über 3000 Einwohner.

## Wirtschaft
In der Küstenregion des Roselló (Roussillon) wird in geringem Maße Landwirtschaft sowie Weinbau betrieben. Der Bade-, Boots- und Surftourismus sowie die Vermietung von Ferienhäusern (gîtes) spielt jedoch die größte Rolle im Wirtschaftsleben des Ortes.

## Geschichte
Die erste Erwähnung des Ortes geht auf das Jahr 981 zurück (Villa Sancti Laurenti). Damals gehörte der von Salzwassersümpfen (salanques) umschlossene Ort – wie das ganze Gebiet des Roussillon – zur Grafschaft Barcelona, später dann zur Krone von Aragon bzw. zum Königreich Mallorca. Seit dem Pyrenäenfrieden (1659) ist das Roussillon französisch. Der heutige Ort Saint-Laurent-de-la-Salanque entstand erst im Jahr 1929 nach der Abspaltung von Le Barcarès.

## Wappen
Blasonierung: Schräglinksgeteilt. Feld eins zeigt auf Azurblau ein frontal gestelltes, silbernes Segelboot; Feld zwei zeigt auf Rot ein goldener, gepfählter Rost.

## Sehenswürdigkeiten
Der in den letzten Jahrzehnten enorm gewachsene Ort bietet keine Sehenswürdigkeiten. Ausflüge zum Mittelmeer oder zum Étang de Leucate oder – in anderer Richtung – in die Berge des Hinterlandes bieten ein wenig Abwechslung. Das Fort von Salses ist nur etwa zehn Kilometer in nordwestlicher Richtung entfernt.

## Persönlichkeiten
- Fernand Siré (* 1945), Politiker